# Người hùng yếu đuối
Người hùng yếu đuối (tiếng Hàn: 약한영웅; Tiếng Anh: Weak Hero Class 1) là một bộ phim truyền hình Hàn Quốc năm 2022 với sự tham gia của Park Ji-hoon, Choi Hyun-wook và Hong Kyung. Bộ phim dựa trên webtoon Weak Hero nổi tiếng của Naver do Seopass viết và minh họa bởi Kim Jin-seok (Razen), được xuất bản vào năm 2018 và là phần đầu của các sự kiện trong bộ truyện. Ba tập đầu tiên được công chiếu tại Liên hoan phim quốc tế Busan lần thứ 27, được tổ chức từ ngày 5 tháng 10 đến ngày 14 tháng 10 năm 2022. Toàn bộ bộ phim dài 8 tập được công chiếu trên Wavve vào ngày 18 tháng 11 năm 2022 và được phát sóng đồng thời ở nước ngoài trên Kocowa, Viki, và IQIYI.

## Nội dung chính
Yeon Si-eun (Park Ji-hoon) nằm trong top 1% học sinh giỏi nhất lớp và không quan tâm đến bất cứ điều gì ngoại trừ việc học. Dù thể chất yếu đuối nhưng anh không lùi bước trước những kẻ bắt nạt trong lớp học do Jeon Yeong-bin (Kim Su-gyeom) cầm đầu. Sử dụng kỹ năng đưa ra quyết định nhanh chóng, kiến thức về vật lý và các đồ vật xung quanh, Si-eun bảo vệ bản thân khỏi những hành động bạo lực ngày càng leo thang của họ. Nhưng khi gặp nguy hiểm nghiêm trọng, anh nhận được sự giúp đỡ từ Ahn Su-ho (Choi Hyun-wook), chiến binh mạnh nhất trong lớp và Oh Beom-seok (Hong Kyung), đứa con trai nuôi đầy đau khổ của một nghị sĩ. Cả ba trở thành bạn bè khi họ cố gắng sống sót trong cuộc sống trung học đầy bạo lực và học được ý nghĩa thực sự của việc trở nên mạnh mẽ.

## Diễn viên

### Diễn viên chính
- Park Ji-hoon vai Yeon Si-eun[2]
  - Jang Jae-ha vai Yeon Si-eun lúc nhỏ

Một học sinh gương mẫu nằm trong top 1% học sinh giỏi nhất lớp, không quan tâm đến bất cứ điều gì ngoại trừ việc học. Vì có thể chất yếu nên anh tự bảo vệ mình bằng kỹ năng phân tích nhanh chóng, kiến thức về vật lý và nhận thức về môi trường xung quanh. Cậu có khuôn mặt điển trai nhưng lại mang vẻ mặt uể oải. Tính cách của cậu ấy tỉ mỉ và thường ít nói nhưng lại thẳng thắn và cộc lốc trong cách nói chuyện. Khi bị kẻ bắt nạt chính trong lớp nhắm vào, cậu không lùi bước mà quyết tâm chiến đấu khiến bản thân vướng vào những cuộc bạo lực ngày càng leo thang. Anh nhận được sự giúp đỡ bất ngờ từ Su-ho và Beom-seok, những người trở thành đồng minh và bạn thân của anh.
- Choi Hyun-wook vai Ahn Su-ho[2]

Một học sinh mạnh nhất trong lớp. Cậu không quan tâm nhiều đến việc học và chỉ đến trường hàng ngày vì lời hứa với bà của mình rằng bản thân sẽ tốt nghiệp. Do làm tài xế giao hàng cho nhà hàng của gia đình vào ban đêm nên anh thường xuyên ngủ trong lớp. Cậu đã từng được đào tạo để trở thành một võ sĩ MMA, là người trung thành và tốt bụng nhưng lại có tính khí nóng nảy, thường sử dụng sức mạnh và kỹ năng chiến đấu của mình để giải quyết những mâu thuẫn. Sau khi Beom-seok thuyết phục anh giúp Si-eun, ba chàng trai trở thành bạn tốt của nhau.
- Hong Kyung vai Oh Beom-seok[2][4]

Một chàng trai yếu đuối và nhút nhát luôn mong muốn trở nên mạnh mẽ như những người xung quanh. Anh bị hành hạ không ngừng bởi những kẻ bắt nạt ở trường cũ, buộc anh phải chuyển trường. Anh là con nuôi của một nghị sĩ giàu có nhưng phải trải qua một cuộc sống gia đình đầy biến động do bị cha mình ngược đãi về thể xác và tinh thần. Khi bị Yeong-bin đe dọa giúp anh bắt nạt Si-eun, sau đó anh ấy muốn giúp Si-eun thoát khỏi cảm giác tội lỗi và thuyết phục Su-ho đi cùng. Mặc dù cả ba trở thành bạn bè và đồng minh, nhưng mặc cảm tự ti của Bum-seok vẫn đe dọa chia rẽ họ.

### Diễn viên phụ
- Lee Yeon vai Yeong-i[5]

Một cô gái dũng cảm dính líu đến một nhóm tội phạm nguy hiểm. Cô táo bạo và không ngại ngùng trước đàn ông, thậm chí đôi khi còn nói đùa về việc hẹn hò với Si-eun. Sau khi băng nhóm của cô giải thể, cô ở lại với Su-ho một thời gian và bắt đầu làm việc bán thời gian tại một nhà hàng. Khi cô trở thành bạn thân hơn với Si-eun và Su-ho, cô đã trở thành mục tiêu cho những cảm xúc vặn vẹo của Beom-seok.
- Shin Seung-ho vai Jeon Seok-dae[5]

Thủ lĩnh của một nhóm côn đồ, dính líu đến Si-eun và bạn bè của anh khi anh họ Yeong-bin nhờ anh giúp đỡ để trả thù Si-eun. Anh tỏ ra thờ ơ nhưng thực sự quan tâm sâu sắc đến bạn bè của mình, đặc biệt là Yeong-i và thành viên trẻ nhất trong nhóm, Sung-chan.
- Kim Su-gyeom vai Jeon Yeong-bin[6]

Một kẻ bắt nạt tàn bạo nhắm vào Si-eun sau khi anh đứng thứ hai trong một cuộc thi toán. Khi Si-eun dường như không hề bối rối trước những lời đe dọa liên tục của anh, anh lại sử dụng các phương pháp bắt nạt ngày càng liều lĩnh và nguy hiểm hơn. Sau khi thua trận đầu tiên trước Si-eun, anh lôi kéo anh họ Seok-dae, một thành viên băng đảng, vào cuộc tranh chấp của họ và gây ra hiệu ứng domino khiến bạo lực leo thang. 
- Cha Woo-min vai Kang Woo-young[7]

Một võ sĩ MMA trẻ tuổi có mối hận thù với Su-ho sau khi thua một trận đấu với anh ấy ở trường cấp hai.
- Na Cheol vai Kim Gil-soo[7]

Người đứng đầu của một nhóm tội phạm bỏ trốn chuyên ép tiền thanh thiếu niên thông qua một ứng dụng cờ bạc gian lận. 
- Gong Hyun-joo vai Mẹ của Si-eun[8]

Một giảng viên toán hiếm khi dành thời gian cho con trai vì lịch trình bận rộn. Si-eun thường ngủ quên khi nghe bài giảng trực tuyến. 
- Kim Sung-kyun vai Gyu-jin[7]

Cha của Si-eun và là huấn luyện viên judo quốc gia. Giống như mẹ của Si-eun, ông hầu như không dành thời gian cho con trai mình do công việc và những chuyến công tác liên tục và không biết con trai mình đang làm gì.
- Jo Han-chul vai Oh Jin-won,[7] Bố nuôi của Beom-seok. Một nghị sĩ giàu có nhưng độc ác và kiêu ngạo.
- Yeon Jeong-hoon vai Lee Jeong-chan,[7] một trong những tay sai của Yeong-bin
- Hwang Seong-bin as Han Tae-hoon,[7] một trong những tay sai của Yeong-bin
- Yeon Ji-young vai giáo viên chủ nhiệm
- Shin Jun-chul vai giáo viên văn học Hàn Quốc
- Kim Hyun vai hiệu trưởng trường trung học Byeoksan
- Oh Dong-min vai Trợ lý Park, trợ lý của Oh Jin-won
- Jo Young-geun vai thư ký của Oh Jin-won
- Lee Jae-hak vai thành viên băng đảng
- Gong Jun-ho vai một sinh viên bị lôi kéo bởi Kim Gil-soo

### Diễn viên khách mời
- Cha Sung-je trong vai Sung-chan, cậu bé Jeon Seok-dae coi như em trai mình
- Jo Ah-young vai bạn của Jeon Yeong-bin (Tập 1)
- Jang Dae-woong vai Kim Won-seok (Tập 2–3)
- Kang Jun-young vai cảnh sát (Tập 3)
- Kim Tae-joon vai cảnh sát (Tập 4)
- Byun Jung-hee vai bà của Ahn Su-ho (Tập 8)
- Yoo Su-bin vai Choi Hyo-man,[9] thủ lĩnh lớp 3 năm nhất trường trung học Eun-jang và người đứng đầu học sinh phạm pháp (tập 8)

## Các tập phim
| TT. tổng thể | TT. trong mùa phim | Tiêu đề | Ngày phát sóng gốc   |
| --- | ------------------ | ------- | -------------------- |
| 1 | 1                  | "Tập 1" | 18 tháng 11 năm 2022 |
| Yeon Si-eun hoàn toàn tập trung vào việc học, ít quan tâm đến bất cứ điều gì hoặc bất cứ ai ngoài họ. Khi kẻ bắt nạt trong lớp Jeon Yeong Bin cố gắng nổi dậy, Si-eun vẫn giữ vững lập trường. Khi những lời đe dọa của anh không được ai để ý, Yeong Bin đã nỗ lực hết sức để vượt qua thái độ lãnh đạm của Si-eun. |                    |         |                      |
| 2 | 2                  | "Tập 2" | 18 tháng 11 năm 2022 |
| Sau khi giành chiến thắng trong trận chiến với Yeong-bin, Si-eun có được danh tiếng đáng sợ trong lớp. Nhưng điều này không đủ để ngăn cản Yeong-bin ngày càng tức giận lên kế hoạch cho cuộc tấn công tiếp theo. Oh Beom-seok đầy hối hận đã thu hết can đảm để chịu trách nhiệm về hành động của mình và giúp đỡ Si-eun. |                    |         |                      |
| 3 | 3                  | "Tập 3" | 18 tháng 11 năm 2022 |
| Khi Gil-soo nhìn thấy các thành viên trong nhóm của mình bị đánh đập, anh vô cùng tức giận và yêu cầu được gặp những kẻ đã làm điều đó. Vì vậy, Yeong-bin lừa Si-eun, Beom-seok và Su-ho và đưa họ đến gặp Gil-soo. Gil-soo đánh gãy tay Jeon Seok-dae và đe dọa bộ ba phải mang cho anh ta 15 triệu won trong ba ngày để bồi thường vết thương nếu không anh ta sẽ giết họ và gia đình họ. Si-eun xin lời khuyên từ Yeong-i đang bỏ trốn và nghĩ ra kế hoạch chống lại Gil-soo dựa trên thông tin anh thu thập được.                                                           |                    |         |                      |
| 4 | 4                  | "Tập 4" | 18 tháng 11 năm 2022 |
| Kế hoạch chống lại Gil-soo của họ thất bại và Si-eun tìm thấy máu của Su-ho trên sàn nhà của băng đảng. Anh gọi cho Yeong-i để được giúp đỡ, người này cùng Seok-dae tìm đường đến Gil-soo trong khi Si-eun theo dõi họ qua ứng dụng theo dõi GPS. Trong khi đó, Su-ho và Beom-seok bị băng đảng của Gil-soo trói lại. |                    |         |                      |
| 5 | 5                  | "Tập 5" | 18 tháng 11 năm 2022 |
| Khi đang đi chơi trong phòng karaoke với bạn bè, Beom-seok gặp phải những kẻ bắt nạt ở trường cũ. Su-ho bắt họ xin lỗi anh ấy nhưng Beom-seok coi đó là một hành động đáng tiếc và không vui khi Su-ho ra lệnh cho anh ấy và cho rằng anh ấy đang coi thường anh ấy. Si-eun trở nên lo lắng cho Beom-seok khi anh ngày càng trở nên thu mình và dường như trở nên bất ổn. |                    |         |                      |
| 6 | 6                  | "Tập 6" | 18 tháng 11 năm 2022 |
| Beom-seok kết bạn với Jeong-chan và Tae-hoon, bắt đầu đến quán bar với họ và trở thành kẻ bắt nạt. Si-eun cho rằng Jeong-chan và Tae-hoon lợi dụng anh vì anh giàu có còn Beom-seok cư xử như vậy chỉ vì anh cô đơn và bất an. Anh ấy muốn giúp Beom-seok nhưng Su-ho nghĩ rằng anh ấy đã làm đủ rồi. Căng thẳng giữa Beom-seok và Su-ho ngày càng gia tăng cho đến khi Beom-seok trả tiền cho võ sĩ UFC Woo-young để đánh Su-ho vào ngày sinh nhật của anh ấy. |                    |         |                      |
| 7 | 7                  | "Tập 7" | 18 tháng 11 năm 2022 |
| Si-eun và Yeong-i lên kế hoạch tổ chức tiệc sinh nhật cho Su-ho thì Yeong-i nhận được tin nhắn từ Beom-seok, người nói rằng anh cần cô giúp để xin lỗi Su-ho. Tuy nhiên, đây là một thủ thuật của Beom-seok để thu hút Su-ho và anh ta gửi một bức ảnh của Yeong-i bị bắt cóc cho anh ta. Thay vào đó, khi Si-eun nhìn thấy và đi giải cứu Yeong-i, anh bị thương nặng nhưng không bảo Su-ho hãy bảo vệ cả anh và Beom-seok. Cuối cùng, khi Su-ho phát hiện ra, anh đã đối mặt với Beom-seok và bạn bè của anh ta, những người sau đó lại trả tiền cho Woo-young để đánh Su-ho. |                    |         |                      |
| 8 | 8                  | "Tập 8" | 18 tháng 11 năm 2022 |
| Si Eun và Yeong I lo lắng khi không thể liên lạc được với Su Ho trong một thời gian dài. Giữa trận chung kết, Si-eun nghe được tin sốc và đi trả thù Yeong-bin, Woo-young, Beom-seok và bạn bè của họ. Trong khi đó, cha của Beom-seok cố gắng che đậy vụ việc bằng cách gửi Beom-seok ra nước ngoài. |                    |         |                      |